# Макгиббон, Пэт
Патрик Колм (Пат) Макгиббон (англ. Patrick Colm "Pat" McGibbon; род. 6 сентября 1973, Лерган, Арма) — североирландский футболист, защитник, позже — физиотерапевт и тренер.

## Карьера

### Карьера игрока

#### В клубах
Пэт — воспитанник «Портадауна», в составе которого дебютировал во взрослом футболе, сыграв один матч в сезоне 1991/92. Летом 1992 года он был куплен английским клубом «Манчестер Юнайтед» за 100 000 фунтов, став одним из «птенцов Ферги» — молодых футболистов, чей талант раскрыл тренер манкунианцев Алекс Фергюсон. Его партнёрами по молодёжной команде среди прочих были Пол Скоулз и Дэвид Бэкхем. С резервной командой клуба Макгиббон дважды побеждал в Центральной лиге. Однако единственный матч североирландца за основу обернулся для него полным провалом: 20 сентября 1995 года он вышел в стартовом составе на первый матч второго раунда Кубка лиги против «Йорк Сити», представлявшего Второй дивизион, но покинул поле, заработав пенальти и удаление, «красные дьяволы» потерпели поражение со счётом 0:3.
В сентябре 1996 года игрока арендовал «Суонси Сити» из Третьего дивизиона Англии, но, сыграв за валлийский клуб всего один матч, он выбыл из строя на пять месяцев из-за травмы колена, полученной на тренировке. Во второй половине сезона он выступал на правах аренды за «Уиган Атлетик», его точный удар головой в матче против «Колчестер Юнайтед» (1:0) обеспечил клубу путёвку во Второй дивизион. По окончании полугодичной аренды «латикс» выкупили права на игрока у «Манчестер Юнайтед» за 250 000 фунтов. На протяжении пяти лет Пэт оставался игроком основы клуба, пока в сентябре 2001 года не был неожиданно выставлен на трансфер. Проведя вторую часть сезона в аренде в клубе «Сканторп Юнайтед» из Третьего дивизиона, Макгиббон покинул «Уиган».
В начале сезона 2002/03 Пэт заключил краткосрочный контракт с «Транмир Роверс» — клубом Второго дивизиона, который возглавлял хорошо знакомый ему по «латикс» Рэй Мэтиас. После четырёх игр за «Транмир» в августе 2002 года Макгиббон вернулся в родной «Портадаун», с которым дважды становился вторым в чемпионате. Перед сезоном 2004/05 он перешёл в «Гленторан», с которым стал чемпионом страны, но уже в январе 2006 года было объявлено о завершении его карьеры игрока. Изначально причиной завершения карьеры назывались травмы, но затем игрок, обвиняя руководство «Гленс», заявлял, что причины этого решения более глубокие.

#### В сборных
Макгиббон привлекался в школьную сборную Северной Ирландии, провёл один матч за молодёжную сборную страны. С пятью матчами он является национальным рекордсменом по количеству игр за вторую сборную Северной Ирландии.
В сентябре 1993 года Билли Бингем впервые вызвал Пэта в первую сборную страны, но дебютировать в её составе он смог только 22 мая 1995 года, в товарищеской встрече против сборной Канады. Всего за сборную он провёл семь матчей, из них четыре начинал в стартовом составе.

##### Матчи за сборную
| Матчи Макгиббона за сборную Северной Ирландии | Матчи Макгиббона за сборную Северной Ирландии | Матчи Макгиббона за сборную Северной Ирландии | Матчи Макгиббона за сборную Северной Ирландии | Матчи Макгиббона за сборную Северной Ирландии | Матчи Макгиббона за сборную Северной Ирландии |
| --------------------------------------------- | --------------------------------------------- | --------------------------------------------- | --------------------------------------------- | --------------------------------------------- | --------------------------------------------- |
| №                                             | Дата                                          | Оппонент                                      | Счёт                                          | Голы Макгиббона                               | Соревнование                                  |
| 1                                             | 22 мая 1995                                   | Канада                                        | 0:2                                           | —                                             | Кубок Канады                                  |
| 2                                             | 25 мая 1995                                   | Чили                                          | 1:2                                           | —                                             | Кубок Канады                                  |
| 3                                             | 7 июня 1995                                   | Латвия                                        | 1:2                                           | —                                             | Отборочные матчи ЧЕ-1996                      |
| 4                                             | 11 октября 1995                               | Лихтенштейн                                   | 4:0                                           | —                                             | Отборочные матчи ЧЕ-1996                      |
| 5                                             | 21 мая 1997                                   | Таиланд                                       | 0:0                                           | —                                             | Товарищеский матч                             |
| 6                                             | 10 сентября 1997                              | Албания                                       | 0:1                                           | —                                             | Отборочные матчи ЧМ-1998                      |
| 7                                             | 23 февраля 2000                               | Люксембург                                    | 3:1                                           | —                                             | Товарищеский матч                             |

Итого: 7 матчей / 0 голов забито; 2 победы, 1 ничья, 4 поражения.

##### Матчи за вторую сборную
| Матчи Макгиббона за вторую сборную Северной Ирландии | Матчи Макгиббона за вторую сборную Северной Ирландии | Матчи Макгиббона за вторую сборную Северной Ирландии | Матчи Макгиббона за вторую сборную Северной Ирландии | Матчи Макгиббона за вторую сборную Северной Ирландии | Матчи Макгиббона за вторую сборную Северной Ирландии |
| ---------------------------------------------------- | ---------------------------------------------------- | ---------------------------------------------------- | ---------------------------------------------------- | ---------------------------------------------------- | ---------------------------------------------------- |
| №                                                    | Дата                                                 | Оппонент                                             | Счёт                                                 | Голы Макгиббона                                      | Соревнование                                         |
| 1                                                    | 10 мая 1994                                          | Англия B                                             | 2:4                                                  | —                                                    | Товарищеский матч                                    |
| 2                                                    | 21 февраля 1995                                      | Шотландия B                                          | 0:3                                                  | —                                                    | Товарищеский матч                                    |
| 3                                                    | 26 марта 1996                                        | Норвегия (олимп.)                                    | 3:0                                                  | —                                                    | Товарищеский матч                                    |
| 4                                                    | 28 марта 1997                                        | Португалия (до 21)                                   | 2:0                                                  | —                                                    | Товарищеский матч                                    |
| 5                                                    | 9 февраля 1999                                       | Уэльс B                                              | 0:1                                                  | —                                                    | Товарищеский матч                                    |

Итого: 5 матчей / 0 голов забито; 2 победы, 0 ничьих, 3 поражения.

### Карьера тренера
Пэт бладает тренерской лицензией УЕФА «Про», во время выступлений за «Уиган» получил квалификацию физиотерапевта в Солфордском университете.
С 2006 года по январь 2009 года Макгиббон был играющим тренером любительского клуба «Лерган Селтик», параллельно работая физиотерапевтом в Портадауне. С 2009 года по февраль 2011 года он был помощником Мика Кука в клубе Первого дивизиона Ирландии «Монахан Юнайтед». С марта 2011 года по июль 2012 года руководил «Ньюри Сити», с которым дошёл до полуфинала Кубка страны, победил в Кубке Мид-Ольстера и Промежуточном кубке, но сначала не смог поднять клуб с последнего места в Премьер-лиге, а на следующий сезон ему также не удалось вернуть клуб в элитный дивизион, после чего он подал в отставку по личным причинам. В сезоне 2012/13 был одним из тренеров первой команды «Данганнон Свифтс».
До 2015 года Макгиббон тренировал молодежные команды и работал с инициативами в области психического здоровья в своём родном городе Лерган. Осенью 2015 года он назывался в числе кандидатов на пост главного тренера «Гленторана» и «Дерри Сити», но в итоге в ноябре стал физиотерапевтом в «Портадауне». 8 марта 2016 года Макгиббон был назначен и. о. главного тренера команды до конца сезона 2015/16 после того, как 5 марта в отставку подал Ронни Макфолл, возглавлявший клуб с декабря 1986 года и являвшийся к тому моменту лидером среди всех своих действовавших европейских коллег по продолжительности пребывания в должности. 28 апреля 2016 года Пэт был утверждён в качестве постоянного главного тренера команды, был заключён контракт на два следующих сезона, а 30 апреля команда одержала первую победу под его руководством, обыграв в заключительном туре чемпионата «Баллимену Юнайтед» (2:0).
Чемпионат 2016/17 «Портадаун» начал с 12-очковым штрафом и запретом на трансферы от ИФА, в первых десяти турах было набрано шесть очков, 11 октября была отклонена последняя апелляция клуба на это решения, а 12 октября в домашней игре 1/8 финала Кубка лиги против «Крузейдерс» команда на последних минутах упустила победу (3:4). 14 октября Пэт подал в отставку, заявив, что сделал всё, что мог, и что, глядя на текущее состояние клуба, чувствует себя опустошённым.

## Достижения

### Командные
Как игрока «Портадауна»:
- Чемпионат Северной Ирландии:
  - Второе место: 1991/92, 2002/03, 2003/04
- Кубок Мид-Ольстера:
  - Победитель: 2002/03

Как игрока «Уиган Атлетик»:
- Третий дивизион Футбольной лиги:
  - Победитель: 1996/97 (выход во Второй дивизион)
- Трофей Футбольной лиги:
  - Победитель: 1998/99

Как игрока «Гленторана»:
- Чемпионат Северной Ирландии:
  - Чемпион: 2004/05
- Кубок североирландской лиги:
  - Победитель: 2004/05
  - Финалист: 2005/06

Как главного тренера «Ньюри Сити»:
- Промежуточный кубок Северной Ирландии:
  - Победитель: 2011/12
- Кубок Мид-Ольстера:
  - Победитель: 2011/12